# Canal 3 (Guatemala)
Pour les articles homonymes, voir Canal 3 (homonymie).

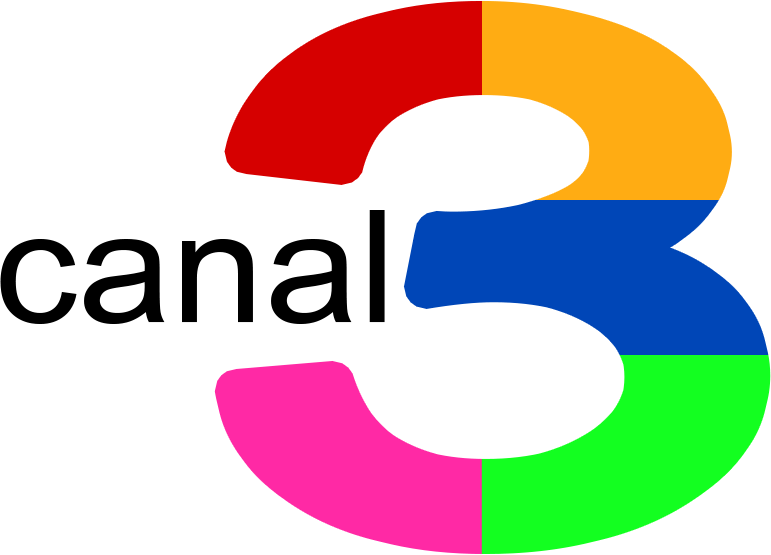
Logo de la chaîne de télévision guatémaltèque Canal 3, 2022.

Canal 3 est une chaîne de télévision guatémaltèque. Sa première diffusion date de 1956.
Elle est membre de l'Organisation des Télécommunications Ibéro-Américaines (OTI).